# Fiskars
Fiskars (русское написание названия — «Фискарс») — финская компания, производящая различный инструмент, в том числе ножи, ножницы, топоры, лопаты, садовый инвентарь, товары для рукоделия. Названа по шведскому названию населённого пункта Фискари (фин. Fiskari, швед. Fiskars) в муниципалитете Раасепори провинции Уусимаа (Южная Финляндия).
Компания Fiskars была образована в 1649 году немецким (любекским) купцом Петером Торвосте, который в начале 1620-х годах переехал из Германии в Стокгольм, а в 1630 году обосновался в Финляндии (в Турку). Торвосте руководил фирмой до своей смерти в 1659 году, затем, до 1669 года, компанией вполне успешно руководила его вдова, Элин Согер, которая стала одной из первых женщин-предпринимателей в Финляндии.
После череды банкротств и смен владельцев, уже во времена Великого Княжества Финляндского, в 1822 году Fiskars приобретает фармацевт из Турку Юхан Якоб Юлин, с которым связывают экономический рост предприятия. Проводится модернизация производства, из Великобритании приглашается инженер, проводится профессиональное обучение сотрудников, вводится трудовой распорядок по английскому образцу. К концу XIX века компания производила более сотни моделей пуукко. Более половины продукции предприятия отправлялась в Россию. Значительную прибыль Fiskars получила с военных заказов, что позволило ей ко времени обретения независимости Финляндии практически монополизировать рынок, скупив конкурентов.

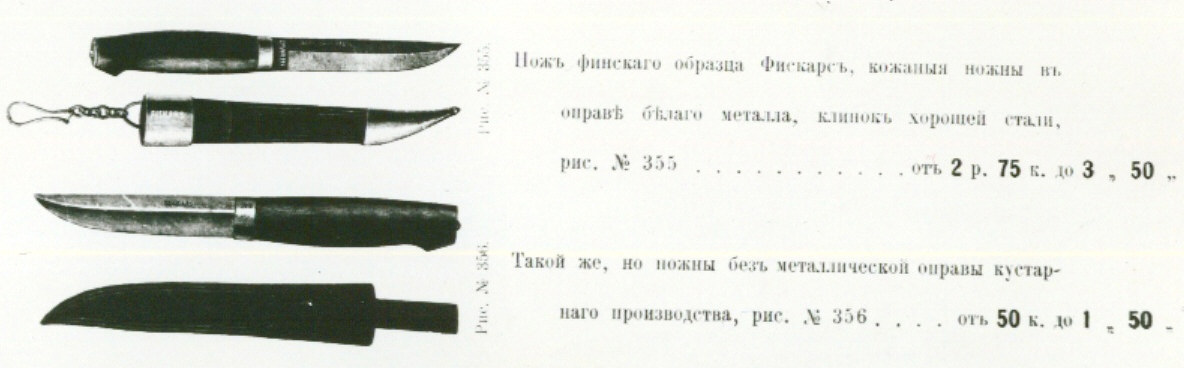
Ножи компании Fiskars в российском дореволюционном каталоге.

Отличительной особенностью ножей Fiskars была качественная сталь, рукояти из ценных пород дерева, оригинальные ножны с прибором из белого металла и креплением в виде металлической цепочки с карабином. В начале XX века Fiskars выпускал не только ножи с фиксированным клинком, но и складные ножи.
Экономический кризис конца 1920 годов привёл к упадку предприятия. Производство складных и ряда дорогих нескладных моделей было свёрнуто, основной продукцией на рынке коммерческих ножей стали бюджетные пуукко, испытывавшие жёсткую конкуренцию как со стороны финских, так и иностранных (в основном, шведских) производителей.

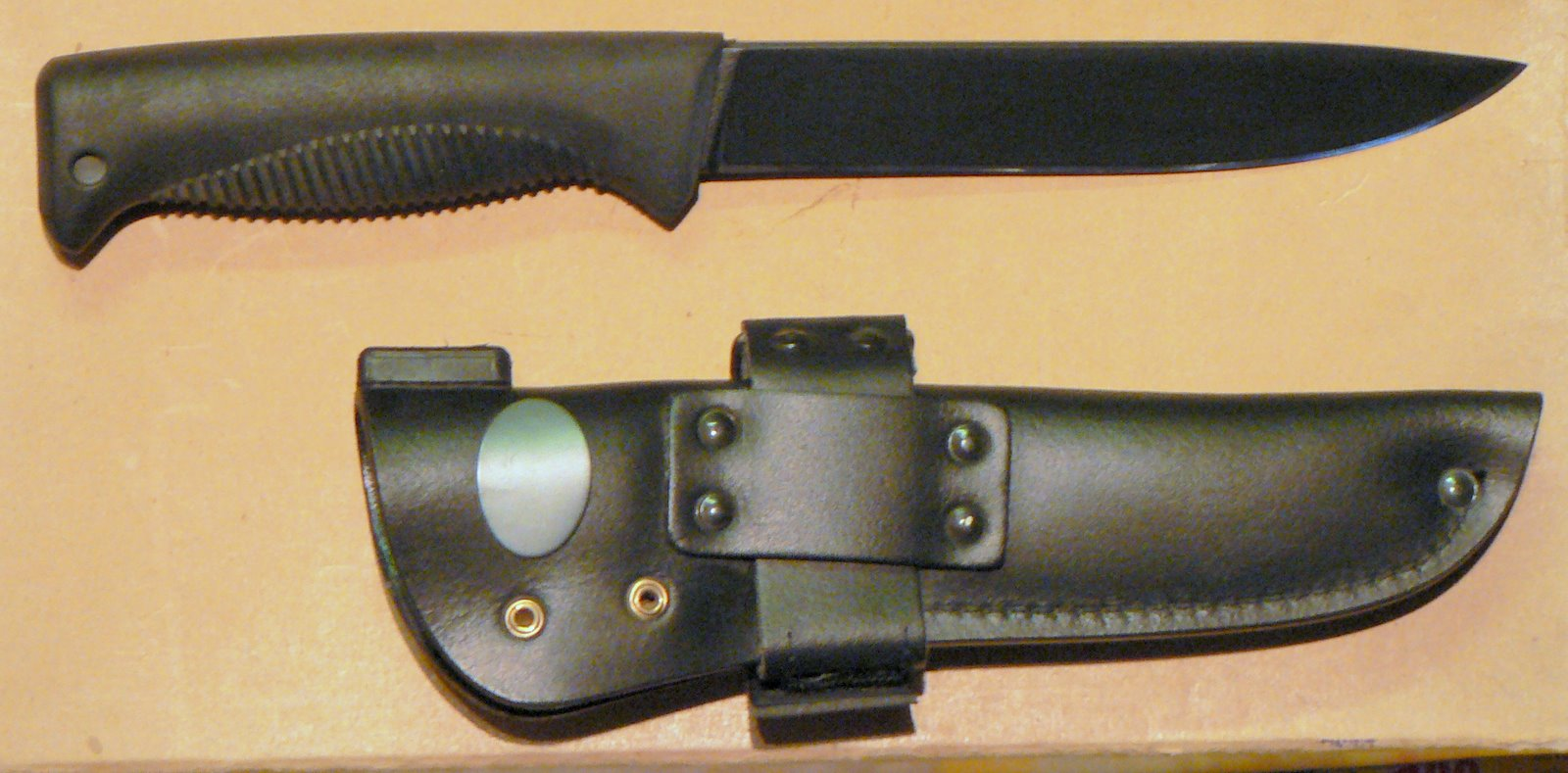
Боевой нож Sissipuukko M95, производимый компанией Fiskars

Особую известность фирма получила в связи с военными заказами. Здесь выпускались:
- форменный штык-нож образца 1919 года, разработанный художником Аксели Галлен-Каллелой
- клинковые штыки к различным видам огнестрельного оружия (в основном, к трёхлинейной винтовке Мосина)
- оригинальный отъёмный штык-нож к финской штурмовой винтовке Valmet Rk 62 (модернизированный вариант автомата Калашникова), имеющий черты традиционного пуукко
- Боевой нож M95 (Sissipuukko), разработанный капитаном Пелтоненом (фин. Juha-Pekka Peltonen)

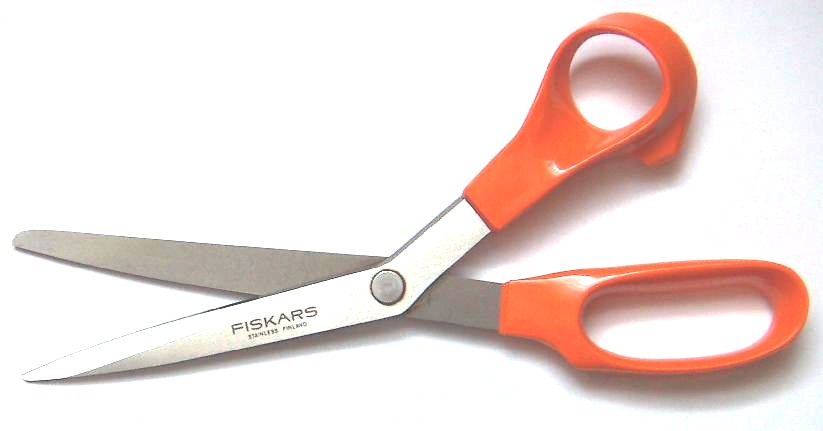
Ножницы производства Fiskars

В настоящее время[когда?] на рынке коммерческих продуктов компания ориентирована на экспорт преимущественно в США. Компании Fiskars принадлежит американская марка Gerber. Производство размещено в различных странах мира (Финляндии, Польше и др.). Годовой оборот составляет 652,7 миллионов евро (2005 год).
В России компания Fiskars работает с 1994 года. В 1997 году в пос. Красный Бор в 40 километрах от Санкт-Петербурга была построена фабрика по производству садового инструмента. В настоящее время ЗАО «Фискарс Брандс Рус» объединяет фабрику, 3 региональных представительства, офис в Москве и головной офис в Санкт- Петербурге.
В настоящее время место, где была основана компания Fiskars, является известной достопримечательностью Финляндии и носит название Деревня Фискарс (Fiskarsin Ruukki).[значимость факта?]